# Fuethefirst
Fran Fuethefirst o Dimecres es el nombre artístico de Francesc Tamarite Molina, un MC de Zaragoza, miembro de La Toska y de Cloaka Company.

## Biografía
Francesc Tamarite (Fuethefirst), es un MC, actor y psicólogo dedicado a la aplicación de las artes escénicas como una vía de empoderamiento, motivación y participación colectiva. 
Fundador del proyecto Freezgz, una iniciativa mediante la cual trata de posibilitar un modo de encontrarse a través del freestyle que trascienda el discurso de la competición y la apologia de lo individual sobre lo colectivo,  Tamarite se considera un dinamizador cultural y agitador de conciencias para el empoderamiento social, en pos del acercamiento de la juventud al mundo del rap y el freestyle desde una perspectiva de cooperación y vínculo saludable.
Fuethefirst comenzó a rapear con sus amigos en el barrio de La Jota (Zaragoza), entre los cuales se encontraban los miembros del pionero grupo de hip-hop Claan, grabando maquetas y canciones allá por el 1994. En esa época participó en festivales y conciertos dentro y fuera de Zaragoza, gracias a lo que se ganó una notable reputación dada su facilidad para improvisar en los micros abiertos. Por aquel entonces ya había colaborado en el primer disco de Violadores del Verso. Más tarde se unió al grupo Olimpo ( Erik B, Xhelazz, Hazhe, etc.) con el que grabó varias maquetas.
Producto de su última maqueta comienza su andadura profesional con Cloaka Company, editando su primer LP. Años más tarde, al grupo se unirían Rapsusklei, Sharif, Karty Er Nene, formando así la Toska, con quienes giraría por toda España compartiendo escenario con artistas como Doble V, SFDK, Juaninacka, Sólo los Solo, ToteKing o Frank T.

## Discografía

### ConCloaka Company
- Desde Las Sombras (LP) (2001)
- Verso Municcione (LP) (2003)

### ConGris Medina
- Gris Medina (EP) (2011)

## Colaboraciones

### En solitario
- Mystic Hype "Lowdown" -(2021)
- Artistas del gremio "Smartphone" -(2018)
- R deRumba y Xhelazz "Por f#!!*r sin condón" -(2009)
- El puto D "Escúchate" - (2008)
- Erik B "Apoteosis" - Nunca es suficiente -(2008)
- Violadores del Verso "Vivir Para Contarlo / Haciendo lo nuestro" (2006)
- Fuck Tha Posse "20 minutos mixtape vol. 1" (2006)
- Altas esferas "Simples marionetas" (2005)
- Alto Pakto "Funkatomic" (2005)
- Hazhe "Creador Series Volumen II" - Metamorfósis (2004)
- Rapsusklei "Código de caballeros con La Toska" (2004)
- Dani Ro "El Repartidor De Hi-Fi" (2004)
- Sucios Socios "Olor a Rebeldía" (2004)
- Dr. Loncho "El Jesucristo De Las Películas" (2004)
- HazheOutro "Agua Pura" (2003)
- Violadores del Verso "Violadores Del Verso + Kase.O Mierda" (2001)
- Flowklorikos "In Extremis" (2001)
- Hazhe "Con El Micrófono En La Mano (2000)
- Dj Bomberjack "Colisao Ibérica" (1999)
- Violadores del Verso "Un gran plan" (Violadores del Verso, 1998)

### ConCloaka Company
- Xhelazz "Resurección Remixes" (2005)
- R De Rumba "R de Rumba" (2004)
- VA "Zaragoza Realidad" (2004)
- VA "Cuando La Calle Suena" (2004)
- Eykeyey Rey "Mousse De Veneno" (2004)
- VA "Chill Hop" (2003)
- Xaguto "raps pioneros"